# 李正合
李正合（1926年—2021年1月23日），生于甘肃省临泽县（今张掖市下轄縣），台湾教育家，昆山工业专科学校（现昆山科技大学）创辦人。该校图书资讯馆8楼电子计算机中心设有其纪念馆。2021年1月23日逝世，享年95岁。李正合致力于技职教育发展，其葬礼上，行政院秘书长李孟諺代表总统府颁发褒扬令，中国国民党中央评议委员会主席团主席吴清基颁发党旗、党状，台南市长黄伟哲颁发卓越市民状，以表彰其对台湾技职教育的贡献。

## 家庭
夫人閔蓉蓉為現任崑山科技大學圖書館館長，三子李天祥為現任崑山科技大學校長。

## 生平
早期教育与教学生涯 李正合1926年生於甘肅省臨澤縣。国民小学毕业后考入省立张掖中学，1943年毕业。随后前往重庆，就读国立边疆学校（现为北京民族大學前身）师范部生化组。
1948年大学毕业后，作为公费生，受教育部指派来到臺灣。经省教育厅分发至嘉義女中任教，开始其教职生涯。此后先后在臺南一中、台東農校、台南二中和台南高工担任生物教师。
在台南一中任职期间，他发现实验设备破损严重，遂多次请示校方争取经费，历经多年始建成科学馆。在台南二中期间，他整理并充实新建科学馆藏品，增补矿物标本二百余种，其规模和多样性均超过当年在台南一中时的收藏。他曾指导学生参加全国中小学科学展览，连续两年获得冠军，两次获教育厅颁发指导教师优胜奖。
为改善教学资源匮乏的情况，李正合编绘多套教学挂图，他编绘多套大型挂图──“植物病虫害挂图”（20张）、“生物遗传学挂图”（10张）、“动物解剖图”（12张）、“人体疾病挂图”（15张），并出版《高中生物实验》，这些教材获得教育厅学术审查委员会的多次肯定。他还研发「鱼蛙类透明标本制作法」，再次获得教育厅奖励。因其在教学和研究方面的成就，1958年起受聘为成功大学讲师。
创办学校 1959年春，李正合与田崑山、林占鰲等人创办私立中学。1961年建成「崑山中學」第一栋建筑。随后逐步开设初中部、高中部、高职部和附设补校等，发展成为综合中学。
1965年，李正合在鯽魚潭现址筹建专科学校，同年8月教育部批准创办「崑山工業專科學校」。1968年，在首任校长何绪缵博士去世后，李正合接任校长。该校于1997年改制为技术学院，2000年更名为「崑山科技大學」。
教育成就与荣誉 李正合因办学成绩突出，自1969年起先后获得杰出校长、资深优良教师、全国特保最优人员等荣誉，受到多任总统接见。2014年获教育部颁发第三届「技職教育貢獻獎」。
国际交流 李正合致力推动国际学术交流，1975年与「韓國忠北大學」建立姊妹校关系，1986年与「西德威廉哈芬技術學院」締结姊妹校，并邀请该校校长郝德博士来校讲授CNC机床技术，推动自动化与精密制造领域交流。
在1972至1981年间，他曾率领崑山工专足球队和中华民国大专棒球队、橄榄球队访问日本、美國和韓國。1985年，他争取在崑山工专主办「中华民国大专院校第十六届运动大会」，创私立学校举办此类大型活动的先例。这些活动提高了学校的全国知名度。
李正合于1997年1月退休后，以创办人身份继续关心学校发展，协助学校于2000年改名为「崑山科技大學」。
回馈家乡 作为张掖中学校友，李正合晚年关心母校发展。2015年，崑山科技大学志工服务团受其委托，向张掖中学捐赠68台教学电脑，校方为此成立「正合计算机室」。晚年他也常返甘肃故乡，祭拜先祖、与亲友团聚，并幫助乡里发展。

## 榮譽事蹟
- 1969年9月28日 李正合校長以傑出辦學校長，榮獲先總統 蔣公召見嘉勉
- 1988年9月28日 李正合校長服務教育四十年，榮獲行政院長俞國華頒獎表揚
- 1993年7月28日李正合校長榮獲全國特保最優人員，接受總統李登輝先生頒獎褒揚
- 1994年3月18日 李正合校長榮獲教育部楊朝祥次長頒發82年度辦學績優獎
- 2015年7月18日 創辦人受頒教育部頒發第三屆「技職教育貢獻獎」
- 2021年2月3日 告別式上，行政院秘書長李孟諺代表頒發總統府褒揚令；中國國民黨中央評議委員會主席團主席吳清基頒發黨旗、黨狀；臺南市市長黃偉哲則頒發「卓越市民」狀

## 相关
- 台南市私立崑山高級中學
- 昆山科技大学
- 台湾教育